# Rick Martel
Richard Vigneault, noto con lo pseudonimo Rick Martel (Québec, 18 marzo 1956), è un ex wrestler canadese.
Celebre per il periodo passato nella World Wrestling Federation e per il suo regno da campione AWA World Heavyweight Champion durato quasi due anni.

## Carriera

### Inizi

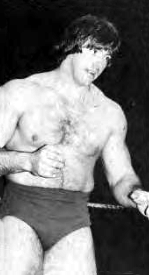
Martel nel 1981

Martel, nato in una famiglia di wrestler, debuttò nel professionismo già all'età di sedici anni, quando suo fratello Michel, anch'esso lottatore, gli chiese di sostituire un wrestler infortunatosi. Martel, che praticava già da anni la lotta libera, si adattò ben presto al wrestling.
Durante il primo periodo di carriera, Martel si aggiudicò diversi titoli minori nella Stampede Wrestling di Stu Hart, nella Pacific Northwest Wrestling, nella NWA New Zealand, e nella NWA All Star Wrestling.

### World Wrestling Federation (1980–1982)

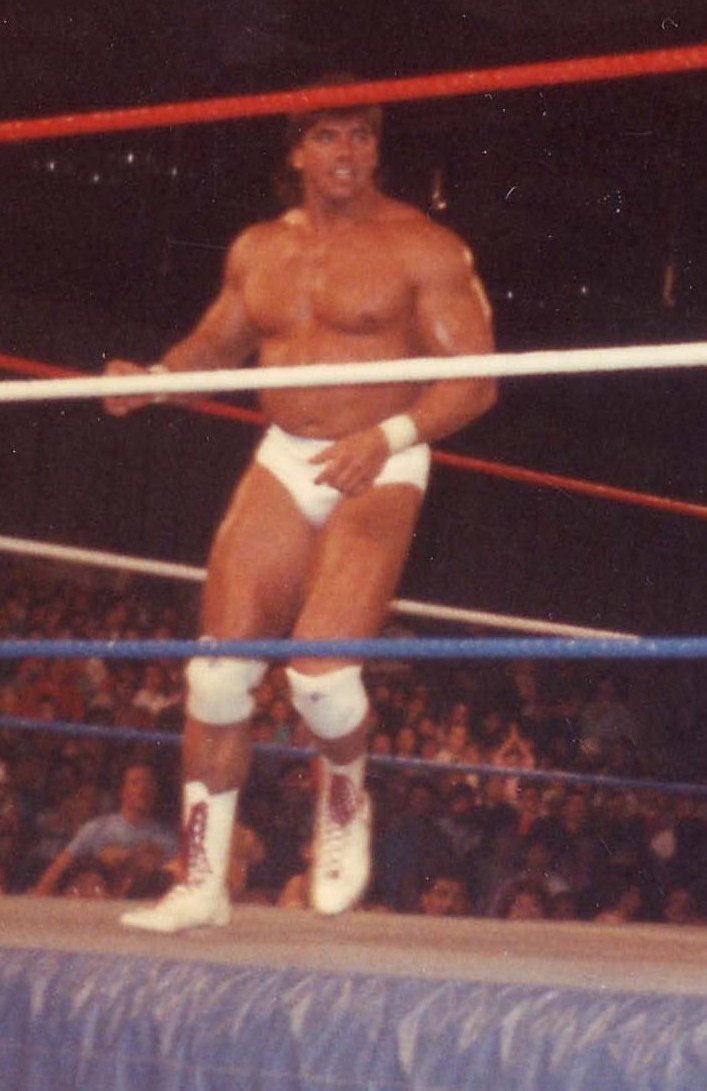
Rick Martel negli anni ottanta

Rick Martel passò un primo periodo nella World Wrestling Federation (WWF), vincendo per due volte il WWF World Tag Team Championship insieme a Tony Garea.

### American Wrestling Association (1982–1986)

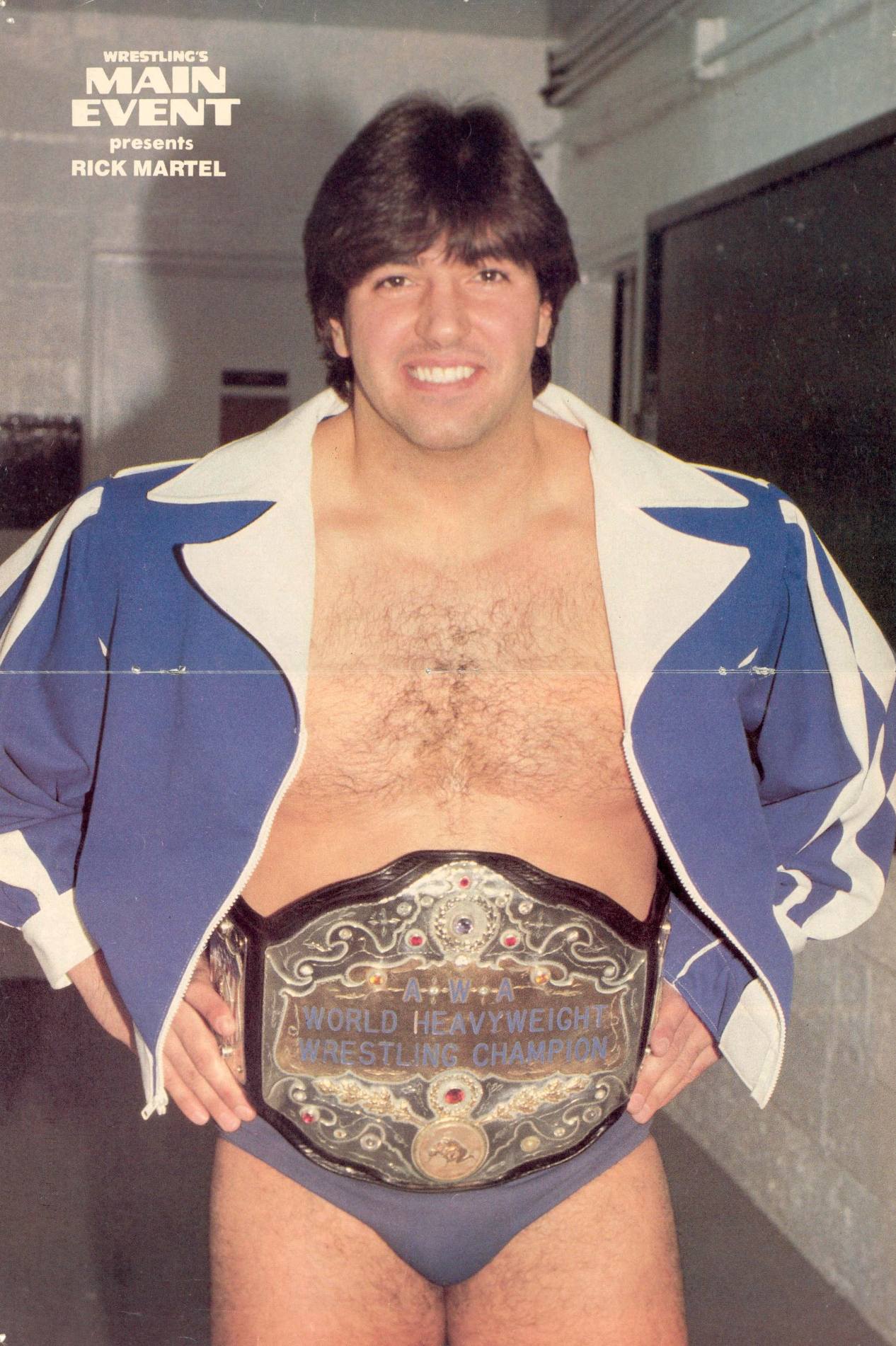
Martel come campione mondiale AWA (1985)

Martel firmò per la AWA nel 1982 e velocemente salì al top della federazione, sconfiggendo Jumbo Tsuruta aggiudicandosi l'AWA World Heavyweight Championship il 13 maggio 1984. Il suo regno da campione del mondo durò circa due anni, durante i quali affrontò in diversi match anche il campione NWA Ric Flair. Nello stesso periodo, ebbe anche scontri memorabili con Jimmy Garvin, Nick Bockwinkel e King Tonga. Martel perse il titolo nel dicembre 1985 venendo sconfitto da Stan Hansen, che costrinse Martel a cedere per dolore con la presa "Brazos Valley Backbreaker", la personale versione di Hansen del Boston crab.

### World Wrestling Federation (1986–1995)

#### Can-Am Connection (1986-1987)

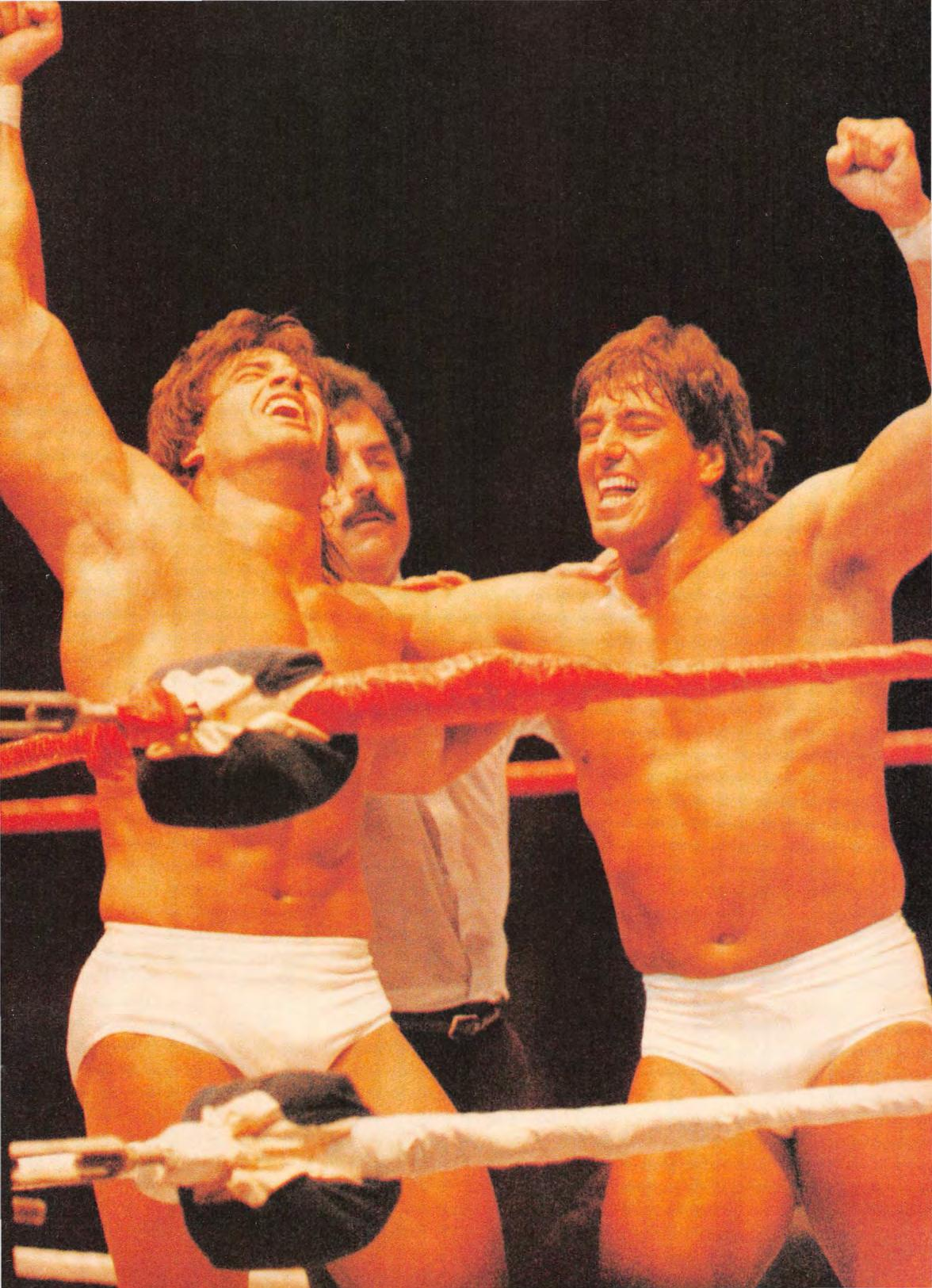
Tom Zenk e Rick Martel (1987)

Nel 1986, Martel ritornò nella WWF insieme al suo partner di tag team di allora, Tom Zenk, formando la coppia dal nome Can-Am Connection. Il team si sciolse poco tempo dopo WrestleMania III; perché Zenk affermò di aver scoperto che Martel aveva segretamente negoziato con la dirigenza un contratto tre volte più vantaggioso rispetto al suo (tradizionalmente, i membri di un tag team venivano pagati la stessa cifra ciascuno).

#### Strike Force (1987–1989)
Dopo l'abbandono di Zenk, Martel formò un nuovo tag team con Tito Santana, gli Strike Force. Il duo, una coppia di face favoriti del pubblico, catturò i titoli mondiali di coppia WWF sconfiggendo la Hart Foundation, detenendoli per cinque mesi prima di cederli ai Demolition a WrestleMania IV. Poco dopo, Martel lasciò momentaneamente la federazione per prendersi cura della moglie gravemente ammalata. Ritornò nel gennaio 1989, riformando gli Strike Force con Santana, a WrestleMania V. Durante un match contro i Brain Busters (Arn Anderson & Tully Blanchard), Santana colpì accidentalmente Martel con la sua mossa finale flying forearm smash catapultandolo fuori dal ring. Un frustrato Martel abbandonò l'incontro, lasciando Santana alla mercé degli altri due. Successivamente, Martel divenne un heel e sciolse definitivamente la coppia. Diventato un "cattivo", Martel acquisì per breve tempo Slick come manager. Come risultato, Martel e Santana si scontrarono in un lungo feud, che durò circa due anni.

#### The Model (1989–1995)
A fine 1989, Martel adottò la gimmick del malvagio modello narcisista "The Model". Appena prima delle Survivor Series 1989, iniziò a presentarsi sul ring abbronzatissimo e con occhiali da sole, basco in testa, papillon al collo, e un recipiente spray ripieno di profumo "Arrogance", che spesso veniva spruzzato negli occhi dei suoi avversari per accecarli, facilitandogli le vittorie.
Una delle faide maggiormente famose avute da Martel come "The Model", fu quella che lo vide contrapposto a Jake "The Snake" Roberts. Il modello "accecò" Roberts con il suo profumo durante una puntata del "Brother Love Show" dell'ottobre 1990, causandogli seri danni ad un occhio (kayfabe). Il feud culminò in un Blindfold match abbastanza deludente a WrestleMania VII, dove Martel venne sconfitto. Fu proprio all'epoca di questo feud che Martel stabilì un record (in seguito battuto) di 53 minuti di permanenza sul ring nella Royal Rumble del 1991. Dopo WrestleMania VII, Martel si assenterà per qualche mese, ritornando in attività nel 1991. Altri feud importanti dell'epoca furono poi quelli con Shawn Michaels, e con Tatanka.
Nel 1993, Martel era stato retrocesso ad uno status inferiore nella WWF. Comunque, in ottobre, fu dichiarato co-vincitore (insieme a Razor Ramon) di una battle royal per l'assegnazione del vacante titolo di campione Intercontinentale. Una settimana dopo perse la sfida decisiva per il titolo contro Razor Ramon.
Poco tempo dopo, Rick Martel lasciò la federazione quando venne a sapere che per lui non erano più in programma faide titolate nel prossimo futuro.

### World Championship Wrestling (1997–1998)
Martel riapparve nella World Championship Wrestling nel 1997, scontrandosi con Booker T per il WCW World Television Title, e vincendolo a Nitro del 16 febbraio 1998. Il regno da campione di Martel terminò bruscamente solo cinque giorni dopo a causa di un grave infortunio che rimediò a SuperBrawl VIII durante il rematch contro Booker T, quando la sua gamba andò a colpire in malo modo una delle corde del ring fratturandosi il ginocchio destro in più punti. Dopo essere stato fuori per parecchi mesi, Martel ritornò in azione il 13 luglio, ma si infortunò nuovamente combattendo contro Stevie Ray, e così decise di ritirarsi definitivamente dal ring.

### Apparizioni sporadiche successive
Al termine di un house show in Canada nel 2003, Brock Lesnar portò sul ring Martel come ospite a sorpresa. I due si strinsero la mano a vicenda.
Al pay-per-view della WWE Vengeance: Night of Champions del 2007, Martel, insieme a Tony Garea, salvò Jimmy Snuka e Sgt. Slaughter da un attacco post-match da parte di Deuce 'n' Domino.

## Personaggio

### Mosse finali
- Boston crab (AWA / WWF) / Quebec Crab[3] (WCW)
- Slingshot

### Manager
- Slick

### Soprannomi
- "The Model" (WWF)

## Titoli e riconoscimenti
American Wrestling Association
- AWA World Heavyweight Championship (1) regno più lungo della federazione

National Wrestling Alliance
- NWA Canadian Tag Team Championship (1- con Roddy Piper)
- NWA North American Heavyweight Championship (1)
- NWA British Commonwealth Heavyweight Championship (3)
- NWA Pacific Northwest Heavyweight Championship (1)
- NWA Pacific Northwest Tag Team Championship (3- con Roddy Piper)

Pro Wrestling Illustrated
- 41º tra i 500 migliori wrestler singoli nella PWI 500 (1991)
- 35º tra i 500 migliori wrestler singoli nella PWI 500 (1992)
- 48º tra i 500 migliori wrestler singoli nella "PWI Years" (2003)

Professional Wrestling Hall of Fame and Museum
- Classe del 2015

World Championship Wrestling
- WCW World Television Championship (1)

World Wrestling Federation
- WWF Tag Team Championship/WWF World Tag Team Championship (3 - 2 con Tony Garea e 1 con Tito Santana)